# 音區
音區（register、音域）或稱音高音區（pitch register）在音位學中表示在一些語言裡的音節韻律特徵，比如聲調，元音發聲態，喉塞化，或依賴於對方音調的類似功能。緬甸語、越南語、吴语和祖鲁语裡均有如此的音區系統。

## 範例

### 緬甸語
缅甸语中，声调差异与元音发声态有关，因此两者都不是独立存在的。缅甸语有3个音区，传统上任务是4个“声调”中的3个（第四个实际上不是音区，而类似于中古汉语的入声）。Jones (1986)认为这些差异是“由调域和音区交叉产生的……显然，缅甸语不像其他语言那样具有独立的声调，因此需要一个调域的概念。”
| 音區 | 發聲態       | 音長 | 音高         | 範例          | 註釋(中文) |
| ---- | ------------ | ---- | ------------ | ------------- | ---------- |
| 低   | 模式声       | 長   | 低           | [làː]         | '來'       |
| 高   | 氣聲         | 長   | 高；音末下降 | [lá̤ː] ~ [lâ̤ː] | '騾子'     |
| 緊喉 | 嘎裂声       | 中   | 高           | [lá̰ˀ]         | '月亮'     |
| 末短 | 最末聲門塞音 | 短   | 高           | [lăʔ]         | '新鮮'     |

### 越南語
同樣，在一些越南語的聲調上在"音高"（pitch）有很大程度上的區分。比如，越南北部跌声异于锐声，原因是元音上的聲門調之顯現；然而，重声和玄声的差别主要在短嘎裂声元音與長氣聲元音的區別。

### 高棉語
高棉语有时也认为存在音区系统，高棉语因此被称为“严格音区语言”，因为声调和发声态都可认为是同位异音：若忽略它们，则对立可承载于双元音和元音长度上。

### 亞洲語言之外
亚洲语言之外，有音区的语言例如拉脱维亚语，其标准语所依据的中部方言中，重读长元音一般带3种音高重音之一，分别是升调、降调与“破调”。最后一种在实现上不是靠音高，而是靠喉塞化，类似于越南语跌声。